# Andó Maszanobu
Andó Maszanobu (安藤政信; Hepburn: Masanobu Andō; Japán, Kanagava prefektúra, Kavaszaki, 1975. május 19. –) japán színész és filmrendező. Andó ismertségét az 1996-ban bemutatott Kid’s Return hozta meg számára, amiért Japán Filmakadémia díjjal jutalmazták, mint a legjobb új színész. Híres szerepei között van a Battle Royale-ban alakított Kirijama Kazuo, vagy a Rémálmok nyomozója és az A szivárvány harcosai. Filmezés mellett szerepelt reklámokban és tévésorozatokban, s már rendezett.

## Pályafutása
1993-ban szerepelt a Rex: Kjórjú monogatari című japán filmben, majd 1996-ban következett az a mozifilm, ami igazán ismertté tette Japánban. Ez volt a Kitano Takesi rendezte A kölykök visszatérnek, ami nem csak a hírnevet hozta meg számára, de díjazták is Japán Filmakadémia díjjal, s egyike a legsikeresebb filmjei közül. A filmben egy Sindzsi nevű középiskolás bajkeverőt alakít, aki barátjával, Maszaruval (Kaneki Ken) bokszoló szeretnének lenni, de Sindzsi bizonyul a legjobbnak, így Maszaru egy helyi jakuza tagja lesz.
1997-ben láthattuk a Tomodacsi no koibito című tv-sorozatban. 1998-ban következett az Innocent World című filmje, amiben egy szellemileg visszamaradottat alakított, ebben az évben további két tv-sorozatban tűnt fel. Az Innocent World című filmben Takeucsi Dzsunko partnere volt, a film pedig Szakurai Ami könyve alapján készült.
1999-ben egy vígjátékban szerepelt együtt Isida Hikari színész-énekesnővel, az Adrenalin hajsza című filmben. Andó egy autókölcsönzőt alakított, míg Isida egy ápolónőt, akik találnak egy ládányi készpénz, de nyomukba ered egy bandányi jakuza. Ebben az évben mutatták még be Szeinen va kója vo mezaszu című filmjét.
Kétség se fér ahhoz, hogy legismertebb filmjei közé ne soroljuk a 2000-ben bemutatott horror-thriller Battle Royale-t, ami Takami Kósun azonos című könyve alapján készült. Ő kapta meg Kirijama Kazuo szerepét, a pszichopata és szívtelen gyilkosét, aki komolyan véve a játékot mindenkit megöl, akivel összetalálkozik. A filmben olyan mai ismert színészekkel játszott együtt, mint a Death Note-ban is ismert Fudzsivara Tacuja vagy Maeda Aki. Továbbá az amerikai produkcióban készült, Quentin Tarantino rendezte Kill Bill 1. filmben feltűnt Kurijama Csiakival. Emellett a filmben szereplő Kitano Takesivel korábban együtt dolgozott az A kölykök visszatérnek című filmben, aki akkor rendezői székben ült. Ebben az évben mutatták még be a Space Travellers (amiben egy bankrablót alakított), a Gakkó no kaidan és a Hétfő című filmjeit.
2001-ben főszerepet játszott a Red Shadow Akakage című filmben, ami az 1969-ben bemutatott azonos című film remake-je. A Transparent: Tribute to a Sad Genius című filmjében egy orvost alakított.
2002-ben szerepet kapott a 2000-ben bemutatott Battle Royale paródiájában, a Tokyo 10+01-ben. Továbbá ebben az évben mutatták be Drive című filmjét
2003-ban két filmje mellett első saját rendezésű filmje is készült, aminek főszereplője Aszo Kumiko japán színésznő volt. Andó és a színésznő korábban a 2001-ben bemutatott Red Shadow Akakage című japán mozifilmben is együtt játszottak.
2004-ben szerepelt a 69 című drámában, ami Murakami Rjú azonos című könyve alapján készült.
2006-ban szerepet kapott a Szamócás süti című filmben, ami Nanana Kiriko azonos című mangája alapján készült. A Kórogi című dráma filmjét a 63. Velencei Nemzetközi Filmfesztiválon mutatták be. Valamint ebben az évben mutatták be a 46-okunen no koi című filmjét.
2007-ben szerepelt az Rémálmok nyomozója című misztikus-horrorban, ahol Vakajima nyomozót játszotta, Hitomival együtt. A filmben olyan bűnügyeket kell megfejteniük, ahol az áldozatok álmukban lesznek öngyilkosok, mind ez egy „0” fedőnevű gyilkos miatt. A nyomozás során áldozatul esik ő is. Valamint szerepelt a Sukiyaki Western: Django című japán westernben, ahol együtt szerepelt Quentin Tarantinóval. Ez Andó első angol nyelvű filmje.
2008-ban szerepelt a Forever Enthralled című kínai filmben, amiben a főszerepek között ő az egyetlen filmben szereplő japán színész, s olyan kínai színészekkel játszott együtt, mint Leon Lai és Zhang Ziyi. A filmet 2008. december 5-én mutatták be az 59. Berlini Nemzetközi Filmfesztiválon. 
A 2010-ben bemutatott The Butcher, the Chef and the Swordsman 2010. szeptember 16-án mutatták be a Torontói Nemzetközi Filmfesztiválon, vegyes kritikákat kapva.
2011-ben következett a Smuggler: Omae no mirai vo hakobe, ami Szóhei Manabe mangája alapján készült, és a A szivárvány harcosai. Utóbbit Wei Te-Sheng tajvani rendező készítette. Ando egy Gendzsi Kodzsima nevű japán rendőrt játszik, aki a helyi bennszülöttekkel megbarátkozik, de miután családját a törzs lemészárolta, ellenségei lesz. A film teljes egészében közel öt óra hosszú, tajvani és japán nyelven készült. Magyarországon csak a televízió közvetítette.
A Rotten Tomatoes weboldalon értékelt filmjei közül a Battle Royale a legjobb, 86%-kal, a legalacsonyabban értékelt a The Butcher, The Chef And The Swordsman (2010), 36%-kal. Andót is az egyik legjobb és legsikeresebb japán színésznek tartják.[forrás?]

## Filmográfia
A vastagított magyar címek azt jelzik, hogy Magyarországon is bemutatták/vetítették.

### Mozifilmek

#### 1990-es évek
| Film éve | Film (magyarul, angolul és eredeti (japán))           | Rendező         | Szerep           | Magyar hang |
| -------- | ----------------------------------------------------- | --------------- | ---------------- | ----------- |
| 1993     | Rex: A Dinosaur's Story Rex: Kjorju Monogatari        |                 |                  |             |
| 1996     | A kölykök visszatérnek Kid's Return Kizzu ritan       | Kitano Takesi   | Sindzsi          |             |
| 1998     | Innocent World Innocento varudo                       | Simojama Ten    |                  |             |
| 1999     | Railroad Man Poppoja                                  | Furuhata Jaszou | Josioka Tosijuki |             |
| 1999     | Andrenalin hajsza Adrenaline Drive Adorenarin doraibu | Jagucsi Sinobu  | Szuzuki Szatoru  |             |
| 1999     | Szeinen va Kouja vo Mezaszu                           |                 |                  |             |

#### 2000-es évek
| Film éve | Film (magyarul, angolul és eredeti (japán))         | Rendező                     | Szerep                            | Magyar hang      |
| -------- | --------------------------------------------------- | --------------------------- | --------------------------------- | ---------------- |
| 2000     | Battle Royale Batoru rovaiaru                       | Fukaszaku Kindzsi           | Kirijama Kazuo (fiúk 6)           | (nem szólal meg) |
| 2000     | Space Travelers Supesutoraberâzu                    | Motohiro Kacujuki           | Fudzsimoto Makoto "Fekete Macska" |                  |
| 2000     | Gakko no Kaidan: Haru no Noroi Szupesaru            | Lee Tosio Mizutani Tosijuki | Szato                             |                  |
| 2000     | Hétfő Monday                                        | Tanaka Hirojuki             | Kondo Micuo, a halottember        |                  |
| 2001     | Transparent: Tribute to a Sad Genius Szatorare      | Motohiro Kacujuki           | Szatomi Kenicsi                   |                  |
| 2001     | Red Shadow                                          | Nakano Hirojuki             | Akakage                           |                  |
| 2002     | Tokyo 10+01                                         | Higucsinsky                 | Fake                              |                  |
| 2002     | Drive                                               | Tanaka Hirojuki             | Makoto Kodama                     |                  |
| 2003     | Sonic Four: Peace Vibe                              |                             |                                   |                  |
| 2003     | Karaoke Terror Sova Kajo Daizensu                   | Sinohara Tecuo              | Szugioka                          |                  |
| 2004     | Aimless Aegis Bokoku no Igiszu                      |                             |                                   |                  |
| 2004     | 69                                                  | Sang-il Lee                 | Jamada "Adama" Tadasi             |                  |
| 2004     | Black Kiss Sinkuronisiti                            | Tezuka Macoto               | Szorajama Tacuo                   |                  |
| 2005     | Gimme Heaven Sjnesztheszia                          | Macuura Toru                | Nohara Takasi                     |                  |
| 2005     | Aegis Bôkoku no îdzsiszu                            | Szakamotot Dzsundzsi        | Don-csol                          |                  |
| 2006     | Szamócás süti Strawberry Shortcakes                 | Jazaki Hitosi               | Kikucsi                           |                  |
| 2006     | Crickets Kôrogi                                     | Aojama Sindzsi              | Taicsi                            |                  |
| 2006     | Green Mind, Metal Bats Szeisun Kinzoku Batto        | Kumakiri Kazujosi           | Isioka                            |                  |
| 2006     | Big Bang Love, Juvenile A 46-okunen no koi          | Miike Takasi                | Siro                              |                  |
| 2007     | Sukiyaki Western: Django                            | Miike Takasi                | Joicsi                            | Stern Dániel     |
| 2007     | Szakuran                                            | Ninagava Mika               | Seidzsi                           |                  |
| 2007     | Rémálmok nyomozója Nightmare Detective Akumu tantei | Cukamoto Sinya              | Vakamija felügyelő                |                  |
| 2008     | Mei Lanfang                                         | Kaige Chen                  | Tanaka Rjuicsi                    |                  |
| 2008     | Forever Enthralled                                  | Kaige Csen                  |                                   |                  |

#### 2010-es évek
| Film éve | Film (magyarul, angolul és eredeti (japán))           | Rendező       | Szerep           | Magyar hang |
| -------- | ----------------------------------------------------- | ------------- | ---------------- | ----------- |
| 2010     | The Butcher, the Chef and the Swordsman Dao jian xiao | Vuersan       | The Mute         |             |
| 2011     | Smuggler Sumagurá: Omae no mirai o hakobe             | Issi Kacuhito | Spine            |             |
| 2011     | A szivárvány harcosai Seediq Bale Saidéke balái       | Vei Te-Seng   | Gendzsi Kodzsima |             |
| 2012     | Dzsidzsó dzsibaku no vatas                            |               | Takenaka Naoto   |             |

### Tévésorozatok
| Film éve | Film (magyarul, angolul és eredeti (japán))    | Rendező    | Szerep          | Magyar hang |
| -------- | ---------------------------------------------- | ---------- | --------------- | ----------- |
| 1997     | My Friend's Lover Tomodacsi no Koibito         |            | Kasivagi Tomoja |             |
| 1998     | When the Saints Go Marching In Seija no Kousin | Josida Ken | Takahara Ren    |             |
| 1998     | Blue Days Ao no Jidai                          |            | Savaka Juri     |             |
| 1999     | Seinen va kouja wo mezasu                      |            | Juri            |             |
| 2012     | The Higashino Keigo Mysteries                  |            |                 |             |

### Rendezőként
| Film éve | Film (magyarul, angolul és eredeti (japán)) | Megjegyzés           |
| -------- | ------------------------------------------- | -------------------- |
| 2003     | Adagietto                                   | első saját rendezése |

## Díjai, jelölései
- 1996 - Nikkan Sports Film Awards Best New Talent - A kölykök visszatérnek (1996) - MEGNYERTE
- 1996 - Hochi Film Awards - Best New Actor - A kölykök visszatérnek (1996) - MEGNYERTE
- 1997 - Awards of the Japanese Academy Newcomer of the Year - A kölykök visszatérnek (1996) - MEGNYERTE
- 1997 - Blue Ribbon Awards Best New Actor - A kölykök visszatérnek (1996) - MEGNYERTE
- 1997 - Kinema Junpo Awards Best New Actor - A kölykök visszatérnek (1996) - MEGNYERTE
- 1997 - Mainichi Film Concours Sponichi Grand Prize New Talent Award- A kölykök visszatérnek (1996) - MEGNYERTE
- 1997 - Yokohama Film Festival Festival Prize Best New Talent - A kölykök visszatérnek (1996) - MEGNYERTE[forrás?]